# Osieki (powiat bytowski)
Osieki (kaszub. Òseczi lub też Òsek, niem. Wusseken; dawniej Osieki Bytowskie) – wieś kaszubska w Polsce położona na Pojezierzu Bytowskim w województwie pomorskim, w powiecie bytowskim, w gminie Borzytuchom, nad południowym brzegiem jeziora Osiecko.

## Historia
Dawniej wieś dzieliła się na Osieki Królewskie i Osieki Szlacheckie. W latach 1975–1998 miejscowość położona była w województwie słupskim.
Ze wsi pochodzi Leszek Pękalski (Wampir z Bytowa).